# 刘迅
刘迅（1923年2月9日—2007年11月17日），男，江苏南京人，中国油画家，曾任中国美术家协会书记处常务书记，北京市文学艺术界联合会副主席，北京市美术家协会主席。